# جواو كارلوس دوس سانتوس توريس
جواو كارلوس دوس سانتوس توريس (بالبرتغالية: João Carlos dos Santos Torres‏) هو لاعب كرة قدم برازيلي، ولد في 18 مايو 1992 في ريبيراو بيريس في البرازيل. لعب مع نادي كروزيرو.

## وصلات خارجية
- جواو كارلوس دوس سانتوس توريس على موقع قاعدة بيانات كرة القدم.إي يو (الإنجليزية)
- جواو كارلوس دوس سانتوس توريس على موقع Soccerway.com (الإنجليزية)